# Reinhold
Reinhold är ett mansnamn med tyskt ursprung (forntyska Raginald).  Det är bildat av en förled Ragin- med betydelsen "råd" och en slutled -(w)ald med betydelsen "härskare", "regent". En nordisk form av samma namn är Ragnvald, en engelsk är Reynold och en skotsk är Ronald. Reinhold har förekommet i Sverige sedan 1400-talet och hade ett uppsving i början av 1900-talet för att därefter ha minskat i frekvens. Reine är en svensk kortform.
Namnet var i ropet kring förra sekelskiftet men sedan 1920-talet har populariteten minskat stadigt. 
Det fanns 31 december 2009 totalt 6 234  personer i Sverige med förnamnet Reinhold, varav 362 hade det som tilltalsnamn. De senaste decennierna har 15-20 pojkar per år fått namnet, varav nästan ingen som tilltalsnamn.
Namnsdag i Sverige: 16 juli (Sedan 1700-talet). I den finlandssvenska namnsdagslängden har Reinhold namnsdag 16 juli sedan starten 1929, då en egen namnsdagskalender togs i bruk för finlandssvenskar.

## Personer med förnamnet Reinhold
- Reinhold Bernt, tysk skådespelare
- Carl Reinhold Bråkenhielm, teolog, professor i empirisk livsåskådningsforskning
- Reinhold Johan von Fersen, landshövding
- Reinhold Glière, rysk kompositör
- Reinhold Ljunggren, konstnär
- Reinhold Messner, italiensk bergsbestigare
- Reinhold Niebuhr, amerikansk teolog och filosof
- Reinhold Rademacher, industriman från Livland
- Reinhold Rückersköld
- Reinhold Svensson, jazzpianist

## Personer med efternamnet Reinhold
- Hannah Reynold
- Judge Reinhold, amerikansk skådespelare
- Karl Leonhard Reinhold, österrikisk filosof
- Sune Reinhold, svensk ämbetsman